# Isla de Mogador
La isla de Mogador (en francés: Île de Mogador) también llamado islote de Mogador (îlot de Mogador) es la isla principal de las islas Púrpuras (Iles Purpuraires) frente a Esauira, Marruecos. Tiene unos 750 metros de largo y unos 350 metros de ancho, y se encuentra a unos 1,5 km frente a la playa de Esauira.

## Historia
El explorador y rey cartaginés Hannón el Navegante visitó y estableció una factoría comercial que estuvo en la zona en el siglo V a. C. Algunos artefactos fenicios y púnicos han sido encontrados en la isla. Su antiguo nombre fenicio fue «Arambys» que venía de la frase fenicia Har Anbin que significa literalmente «montaña de las uvas».
Hacia el final del siglo I a. C. o principios del siglo I d. C., el rey de Numidia y posteriormente de Mauritania. Juba II estableció una fábrica de procesamiento de púrpura de Tiro, a partir de los moluscos del género Murex; este apreciado tinte se usaba en prendas de lujo y en las togas de los Senadores romanos. Los cimientos de una casa romana, y algunos artefactos y monedas también han sido encontradas en la isla.
En agosto de 1844, la marina francesa capturó y ocupó la isla durante el incidente llamado Bombardeo de Mogador.
Ahora ha sido designada como una reserva natural, y no se puede visitar sin una autorización oficial. El escritor mexicano Alberto Ruy Sánchez ha escrito varias obras ambientadas en la isla.